# Anthony Chalençon
Pour les articles homonymes, voir Chalençon.
Anthony Chalençon, né le 13 août 1990 à Évian-les-Bains, est un biathlète, fondeur et skieur alpin français concourant dans les catégories malvoyant.
Il est médaillé de bronze du 15 kilomètres en biathlon puis d'or avec le relais en ski de fond aux Jeux paralympiques d'hiver de 2018.

## Biographie
Lors de sa première participation aux Jeux paralympiques, Anthony Chalençon dispute les épreuves de ski-alpin.
Avec Benjamin Daviet et Thomas Clarion, il remporte deux titres mondiaux en relais en 2015 et 2017. Lors de cette dernière édition, il remporte le bronze du sprint en biathlon.
Lors des Jeux paralympiques de 2018 de Pyeongchang, il participe avec son guide Simon Valverde aux épreuves de ski de fond, terminant septième du 20 kilomètres, et de biathlon,se classant onzième du sprint et cinquième du 12,5 kilomètres. Il remporte la médaille de bronze du 15 kilomètres. Lors du dernier jour de compétitions, il participe à la victoire du relais en ski de fond, avec Benjamin Daviet, Thomas Clarion et Antoine Bollet, la France s'imposant devant la Norvège.

## Palmarès

### Jeux paralympiques
Anthony Chalençon concourt à trois  éditions des Jeux paralympiques, prenant part à trois disciplines, le ski alpin en 2010, le biathlon  et le ski de fond en 2018 et  2022.

Légende :
- : première place, médaille d'or
- : deuxième place, médaille d'argent
- : troisième place, médaille de bronze
- : pas d'épreuve
- - : Non disputée par Anthony CHalençon
- DNF : N'a pas terminé la course.

#### Ski alpin
| Épreuve / Édition | Descente | Super G | Slalom géant | Slalom | Super combiné |
| ----------------- | -------- | ------- | ------------ | ------ | ------------- |
| JO 2010 Vancouver | -        | -       | DNF          | DNF    | -             |

#### Ski de fond
| Épreuve / Édition   | 4 × 2,5 km - relais open | 1 km (sprint) - style libre | 10 km (middle) - style libre | 20 km |
| ------------------- | ------------------------ | --------------------------- | ---------------------------- | ----- |
| JO 2018 Pyeongchang | Or                       | -                           | -                            | 7e    |
| JO 2022 Pékin       | Argent                   | 4e                          | 4e                           | -     |

#### Biathlon
| Épreuve / Édition   | 7,5 km (sprint) | 12,5 km | 15 km  |
| ------------------- | --------------- | ------- | ------ |
| JO 2018 Pyeongchang | 11e             | 5e      | Bronze |
| JO 2022 Pékin       | 9e              | 9e      | -      |

### Championnats du monde

#### Ski de fond
| Épreuve / Édition   | 4 × 2,5 km - relais open | 1 km (sprint) - style libre | 10 km (middle) - style libre | 20 km | 20 km - style libre |
| ------------------- | ------------------------ | --------------------------- | ---------------------------- | ----- | ------------------- |
| 2015 Cable          | Or                       | 12e                         |                              | 8e    | -                   |
| 2017 Finsterau (de) | Or                       |                             | 5e                           |       | -                   |
| 2019 Prince George  | Argent                   | -                           | Bronze                       | 6e    | -                   |
| 2022 Lillehammer    | Argent                   | 4e                          |                              |       | 4e                  |

#### Biathlon
| Épreuve / Édition   | 7,5 km (sprint) | 12,5 km | 15 km |
| ------------------- | --------------- | ------- | ----- |
| 2015 Cable          | 13e             |         | 7e    |
| 2017 Finsterau (de) | Bronze          | 5e      | 7e    |
| 2019 Prince George  | 11e             | Bronze  | 4e    |
| 2021 Lillehammer    | 17e             | 14e     | 11e   |
| 2023 Östersund      |                 | Argent  |       |

## Distinctions
Chevalier de l'ordre de la Légion d'Honneur en 2018.